# Steradian

Graficzne określenie steradiana

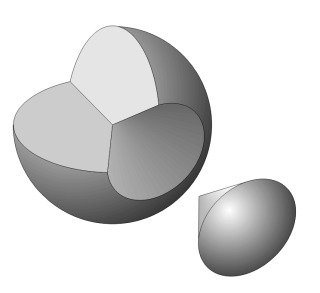
Przestrzenne wyobrażenie jednego steradiana

Steradian (sr od gr. στέρεος – stężały, twardy, masywny, przestrzenny i łac. radius – promień) – jednostka SI określająca miarę kąta bryłowego; niemianowana jednostka pochodna tego układu.
Jest to miara kąta bryłowego o wierzchołku w środku kuli, wycinającego z powierzchni tej kuli pole równe kwadratowi jej promienia. Tak zdefiniowana miara kąta bryłowego przyjmuje wartości rzeczywiste z przedziału {\displaystyle [0,4\pi ]}.
Miarą kąta bryłowego jest stosunek pola powierzchni fragmentu sfery zawierającego się w danym kącie bryłowym do kwadratu promienia tej sfery, stąd wymiar:
{\displaystyle [\mathrm {sr} ]=\left[\mathrm {\frac {m^{2}}{m^{2}}} \right]=[1].}

## Związek z innymi jednostkami
Zachodzą następujące związki między jednostkami:
{\displaystyle 1\ \mathrm {sr} =1\ \mathrm {rad} ^{2}=\left({\frac {180^{\circ }}{\pi }}\right)^{2}\approx (57{,}2958\ \deg )^{2}\approx 3282,8\ \deg ^{2}}